# Сидорин Анатолій Юхимович
Анатолій Юхимович Сидорин (1905, Катеринославщина — 25 липня 1947, місто Київ) — міністр державного контролю УРСР.

## Біографія

Могила Анатолія Сидорина

Народився в 1905 році на Катеринославщині. Учасник громадянської війни.
У 1941 році працював 1-м секретарем Дніпродзержинського міського комітету КП(б)У Дніпропетровської області. Був делегатом XVIII-ї конференції ВКП(б) (15 — 20 лютого 1941) від Дніпропетровської області.
Під час радянсько-німецької війни був уповноваженим Військової ради Південного фронту.
У 1943 році — секретар та заступник секретаря Кемеровського обласного комітету ВКП(б) з оборонної промисловості.
У 1943—1944 роках — 1-й секретар Дніпродзержинського міського комітету КП(б)У Дніпропетровської області.
У лютому 1944—1947 роках — 2-й секретар Дніпропетровського обласного комітету КП(б)У.
З 15 січня по 25 липня 1947 року — міністр державного контролю Української РСР.
Помер 25 липня 1947 року. Похований в Києві на Лук'янівському цвинтарі (ділянка № 30, ряд 1, місце 19). На могилі високий монумент із лабрадориту.

## Нагороди
- орден Трудового Червоного Прапора (10.05.1944)
- медаль «За перемогу над Німеччиною у Великій Вітчизняній війні 1941—1945 рр.»
- дві медалі